# Христо Колев – Големия
Вижте пояснителната страница за други личности с името Христо Колев.
Христо Колев Йорданов  е виден български анархист.
Прекарал голяма част от живота си в затворите на Царство България и концентрационните лагери на Народната република. Христо Колев е един от най-дълго пребиваващите в местата за репресии политически затворници сред анархистите в България. След възстановяването на ФАКБ под името ФАБ, Христо Колев взема дейно участие във възстановяването на анархистическото движение до смъртта си.
Почетен главен редактор на вестник „Свободна мисъл“.
Когато е на четиринадесет годишна възраст, Христо Колев вече е принуден сам да си изкарва прехраната. През 1931 г. Васил Йорданов го въвежда в идеите на анархизма. Изключен е от Софийския университет по повод на провеждана голяма студентска стачка през 1937 г., организирана от БОНСС. През 1938 г. е осъден на една година затвор за участие във Федерацията на анархо-комунистите в България. От 1939 до 1943 г. по своя инициатива поема ролята на организатор на федерацията и по тази причина пътува много из цялата страна. В началото на 1942 г. Христо Колев излиза в нелегалност, но година по-късно полицията го разкрива и той попада в централния софийски затвор. Димитър Ачанов, Христо Колев и други деятели на анархистката федерация са заловени от властите, като по Закона за защита на държавата (ЗЗД) прокурорът иска техните смъртни присъди. След преразглеждане на делото анархистите получават по десет години и са изпратени във затвора във Варна.
На 10 март 1945 г. е свикана в Княжево национална конференция на ФАКБ, която да приеме проект на програма за организация на федерацията. Това се извършва в дома на италианския анархист Валтер Ликурдо Адриани. Присъстват 103 (105) делегати, а като активен деятел по организирането на конференцията, встъпителното слово е произнесено от Христо Колев.
По време на престоя, когато е изпратен за „превъзпитание“ в мина „Куциян“ на едноименния концлагер става срутване на въглищни пластове, под които е затрупан писателя Димитър Талев. Работил е в едно звено с Христо Колев. Христо рови с ръце и изважда полумъртвия Талев от въглищата.
В началото на 1969 г. или 1970 години на гроба на Васил Икономов е поставен паметник, допълнен по-късно с паметна плоча. Основно за издирването на гроба на Васил Икономов и строежа на мемориала в негова памет полага грижи Христо Колев. След 10 ноември 1989 г., всяка година, около 20 юни и датата на смъртта му, анархисти от цяла България посещават паметника.
До интернирането му в село Балван през 1970 г. е женен за дъщерята на войводата Михаил Герджиков – Магда и тя носи неговото фамилно име – Магдалина Михайлова Колева.
Като близък другар на Панайот Чивиков – Жерминал, Христо Колев му възлага да направи превод на някои глави от книгата „Левият радикализъм – принудително лечение срещу старческата болест на комунизма“. В тази книга, внесена в България през 1969 г., авторите Габриел и Даниел Кон-Бендит отричат ръководната роля на комунистическата партия, социалистическата държава, властта и законите и пропагандират саморъкотворното самоуправление на обществото. Държавна сигурност предприема мерки книгата да не бъде издадена. Въпреки тях анархистите успяват да разпространят листовки, с които се критикува народната власт и се призовава към самоуправление на обществото.
През 1944 г., след преврата, Христо Колев след като излиза от затвора, той започва своята концлагерна „сага“ по местата за „превъзпитание“. Животът му преминава през постоянен тормоз и глад в концлагерите на Народната република, неспирни арести и принудителни изселвания. Но животът му е изпълнен не само с лишения и страдания, но и с борба и конкретни дела. Минава през Куциян и лагера в Богданов дол, през ада на остров Персин. Многократно е задържан от органите на МВР и интерниран, но не спира да защитава идеите и етичните учения на анархо-комунизма.